# 懷卡托體育場
FMG懷卡托體育場是紐西蘭漢密頓主要的體育和文化活動場所，可容納25,800人。四個區域構成了這一容量：Brian Perry看台可容納12,000人，WEL Networks看台可容納8,000人，Goal Line Terrace可容納800人，Greenzone 可容納多達5,000人。可以通過在球門線露台區域臨時增加5,000個座位來擴展容量。

## 外部連結
- 官方網站 （页面存档备份，存于）